# ブラッドハウンド・ギャング
ブラッドハウンド・ギャング（Bloodhound Gang）は、アメリカのオルタナティヴ・ロック・バンド。ペンシルベニア州カレッジヴィル出身。

## エピソード
- 2013年7月にウクライナで行った公演では、ロシア国旗の扱いを巡り、国旗の侮辱だとして、予定の公演が中止となる騒ぎとなった[1]。

## メンバー

### 現在のラインナップ
- ジミー・ポップ (Jimmy Pop、ことJames Franks) – リード・ボーカル、リズム・ギター、キーボード (1992年– )、リード・ギター (1992年–1994年)
- イーヴル・ジャレッド・ハッセルホルフ (Evil Jared Hasselhoff、ことJared Hennegan) – ベース、バック・ボーカル (1995年– )
- DJ Q-ボール (DJ Q-Ball、ことHarry Dean Jr.) – キーボード、シンセサイザー、ターンテーブル、プログラミング、サンプリング、ハイプ・マン、バック・ボーカル (1995年– )
- ジ・イン (The Yin、ことAdam Perry) – ドラム、バック・ボーカル (2006年– )
- ダニエル・P・カーター (Daniel P. Carter) – リード・ギター、バック・ボーカル (2009年– )

### 旧メンバー
- ダディ・ロング・レッグス (Daddy Long Legs、ことMichael Bowe) – リード・ボーカル、ベース (1992年–1995年)
- ケヴィン・ヘネシー (Kevin Hennessey) - リード・ボーカル、シンセサイザー (1992年)
- ジャスティン・イアネッリ (Justin Ianelli) - ギター、シンセサイザー (1992年)
- ブバ・K・ラヴ (Bubba K. Love、ことKyle Seifert) – ターンテーブル、バック・ボーカル (1992年–1993年)
- フーフ (Foof、ことJack Vandergrift) – ドラム、バック・ボーカル (1992年)
- レイジー・アイ (Lazy I) – バック・ボーカル (1992年)
- ホワイト・スティーヴ (White Steve) – バック・ボーカル (1992年)
- スキップ・オポツマス (Skip O'Pot2Mus、ことScott Richard) – ドラム、バック・ボーカル (1992年–1995年)
- MSG (M.S.G.、ことMatthew Clarke) – ターンテーブル、バック・ボーカル (1994年–1995年)
- ルーパス・サンダー (Lupus Thunder、ことMatthew Stigliano) – リード・ギター、バック・ボーカル、ターンテーブル (1994年–2008年)
- タード＝E＝タード (Tard-E-Tard) – ターンテーブル (1995年)
- スパンキーG (Spanky G、ことMichael Guthier) – ドラム (1995年–1999年)
- ウィリー・ザ・ニュー・ガイ (Willie The New Guy、ことBilly Brehony) – ドラム (1999年–2006年)
- ジョニー・ベンチ (Johnny Bench) - ターンテーブル (1996年-1997年)

## ディスコグラフィ

### スタジオ・アルバム
- Use Your Fingers (1995年)
- 『ワン・フィアス・ビア・コースター』 - One Fierce Beer Coaster (1996年)
- 『フレー・フォー・ブービーズ』 - Hooray for Boobies (1999年)
- 『ヘフティー・ファイン』 - Hefty Fine (2005年)
- Hard-Off (2015年)